# دوناتو نارديلو
دوناتو نارديلو (بالإنجليزية: Donato Nardiello) هو مدرب كرة قدم ولاعب كرة قدم بريطاني في مركز الهجوم، ولد في 9 أبريل 1957 في كارديغان ‏ في المملكة المتحدة. شارك مع منتخب ويلز لكرة القدم. أما مع النوادي، فقد لعب مع كوفنتري سيتي.